# NGC 6783
NGC 6783 est une petite galaxie elliptique (?) compacte relativement éloignée et située dans la constellation du Cygne. Sa vitesse par rapport au fond diffus cosmologique est de 8 889 ± 38 km/s, ce qui correspond à une distance de Hubble de 131,1 ± 9,2 Mpc (∼428 millions d'al). NGC 6783 a été découverte par l'astronome français Édouard Stephan en 1872.